# Pseudoxandra duckei
Pseudoxandra duckei är en kirimojaväxtart som beskrevs av Paulus Johannes Maria Maas. Pseudoxandra duckei ingår i släktet Pseudoxandra och familjen kirimojaväxter. Inga underarter finns listade i Catalogue of Life.